# Terebellides kerguelensis
Terebellides kerguelensis är en ringmaskart som först beskrevs av McIntosh 1885.  Terebellides kerguelensis ingår i släktet Terebellides och familjen Trichobranchidae. Inga underarter finns listade i Catalogue of Life.